# Loyal (Wisconsin)
Pour les articles homonymes, voir Loyal (Oklahoma) et Loyal.
Loyal est une ville américaine située dans le comté de Clark, au Wisconsin. Selon le recensement de 2010, sa population est de 1 261 habitants.